# Râul Reka
Reka (literal, „râu” în slovenă), cunoscut și ca Reka din Carniola Interioară (în slovenă Notranjska Reka), este un râu care își începe cursul ca Pârâul Mare (în croată Vela voda) în Croația, pe versantul sudic al Muntelui Snežnik⁠(d), și curge apoi prin vestul Sloveniei, unde este cunoscut inițial și sub numele de Pârâul Mare (Velika voda).

## Cursul râului
Râul are o lungime supraterană de 54 kilometri (34 mi), din care 51 kilometri (32 mi) se află pe teritoriul Sloveniei. El izvorăște de pe versantul sudic al Muntelui Snežnik⁠(d) (aflat în nord-vestul Croației) și curge o mică distanță pe teritoriul Croației, de unde provin o parte din pâraiele care îl formează. Pătrunde apoi pe teritoriul Sloveniei și traversează porțiunea vestică a acestei țări, dispărând în subteran în satul Škocjan, prin Peșterile Škocjan⁠(d) (care au fost incluse în anul 1986 în Patrimoniul Mondial UNESCO) și curgând 38 kilometri (24 mi) sub Platoul Karst sloven. Debitul mediu al râului este de 8,26 m³/s, în timp ce debitul la nivelul peșterii variază în funcție de anotimp între 0,03 m³/s și 380 m³/s.
Reka reapare la suprafață pe teritoriul Italiei ca râul Timavo⁠(d), care se varsă după 2 km în Golful Trieste din nordul Mării Adriatice, între orașele Trieste și Monfalcone (regiunea Friuli-Veneția Giulia), deși unele studii ale cursului său au arătat că este alimentat, de asemenea, de izvoare din alte părți de pe coasta Mării Adriatice. Are un regim pluvial.
Bazinul râului Reka este situat pe sinclinalul Brka, format din roci de fliș din epoca Eocenului și înconjurat de o zonă carstică. Suprafața bazinului Rekăi înainte de pătrunderea în peșteri este de 442 km². Zona de nord a regiunii carstice aparține bazinului Dunării, în timp ce râurile de la sud se varsă în Marea Adriatică. În regiunea de nord există o bifurcație subterană, din care curge apa către Dunăre și către pârâul Bistrica, afluent al Rekăi.

## Poluare
Orașul Ilirska Bistrica și multe sate mici sunt situate în valea râului. Întreprinderile din industriile chimică și de prelucrare a lemnului au poluat puternic apele râului, care a devenit în anii 1970 cel mai poluat râu din Slovenia. Astfel, în perioadele de saturație medie din 1969 și 1979, indicatorul BOD5 a avut valori cuprinse între 100 și 200 mg/l, iar râul degaja un miros neplăcut. În anii 1970 au fost construite două rezervoare (pentru perioadele de secetă) și o stație de epurare. În anii 1990, volumul producției industriale a scăzut, iar poluarea a scăzut.

## Galerie

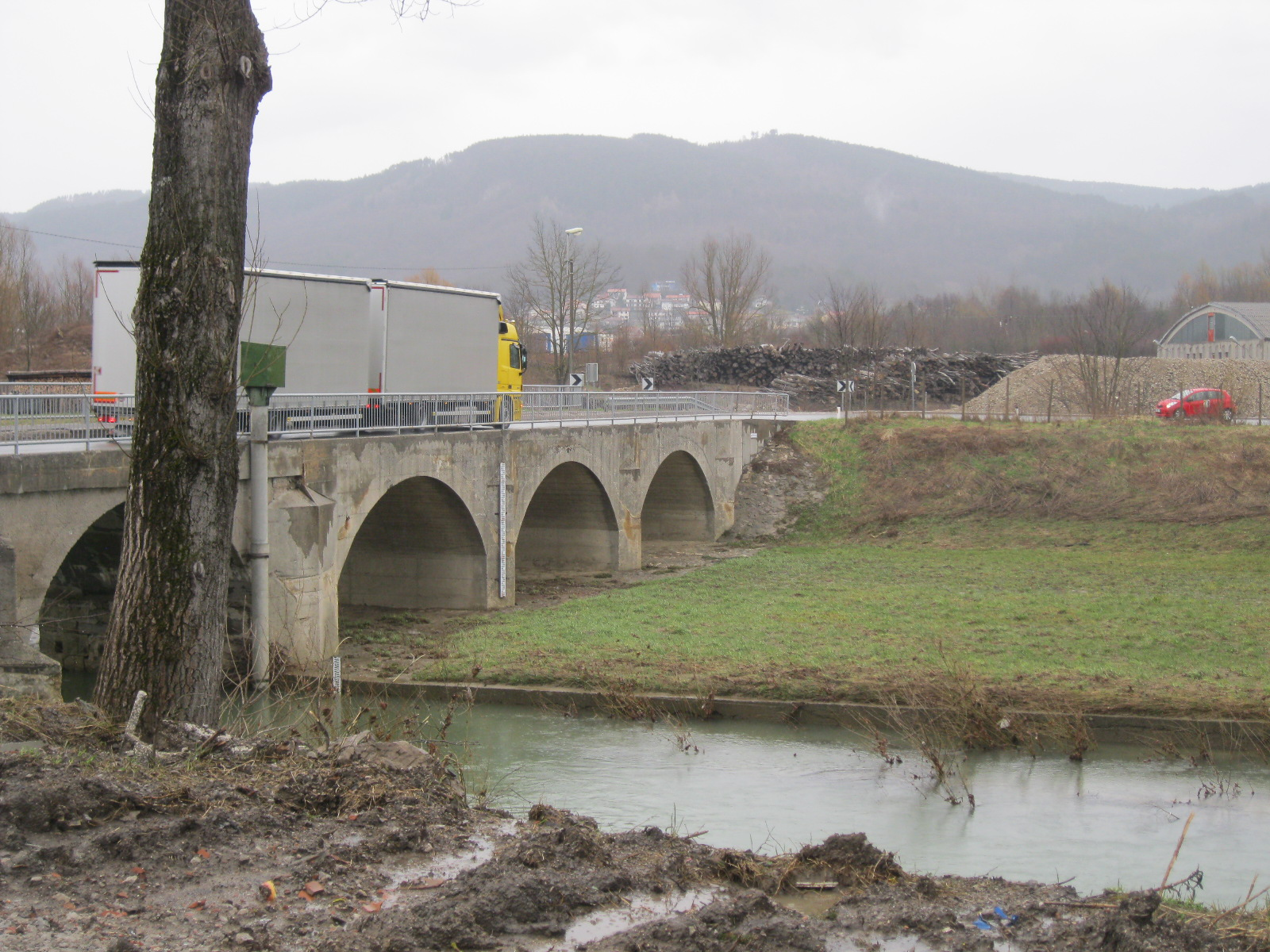
Reka curgând în apropierea orașului Ilirska Bistrica
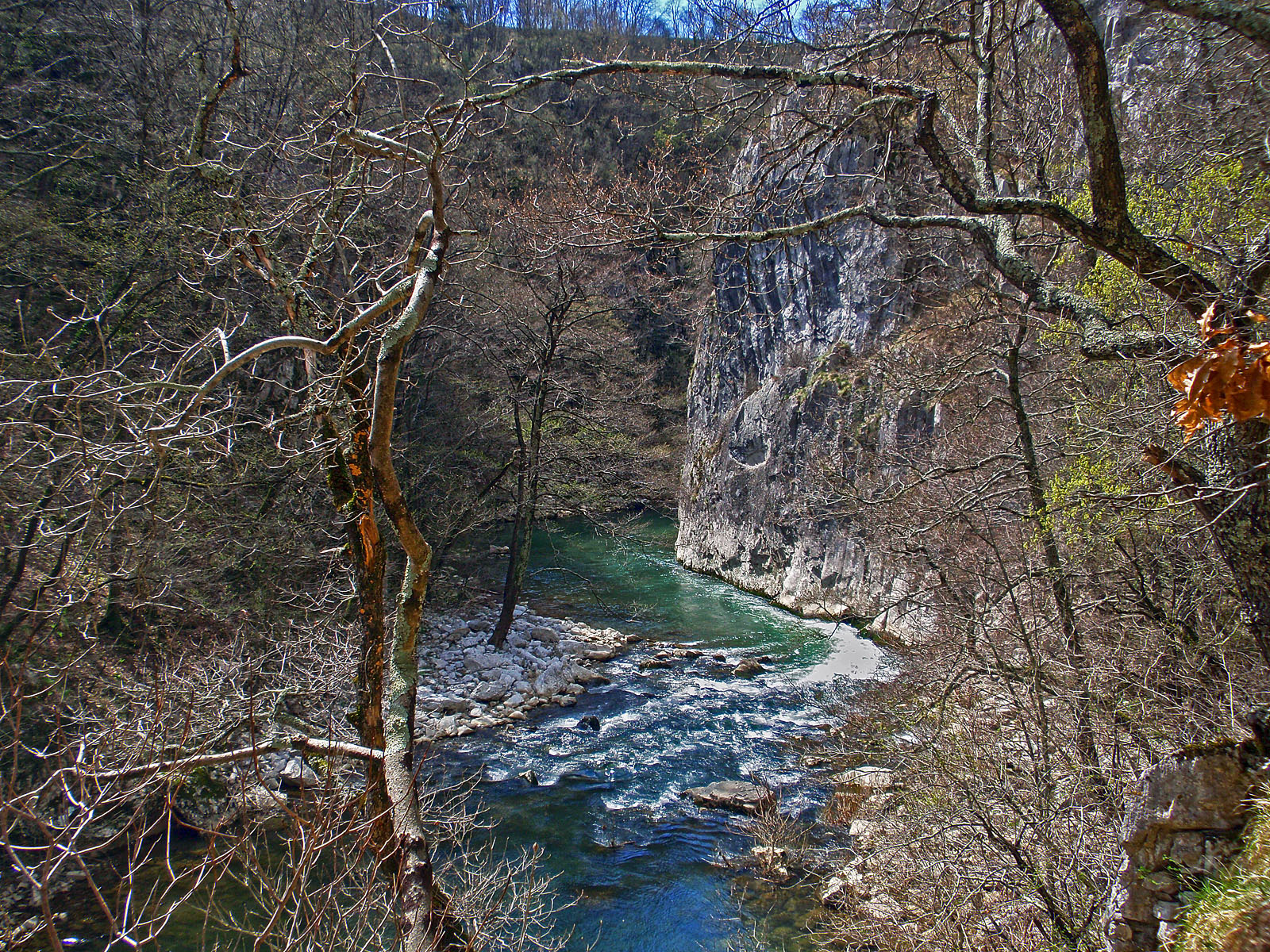
Reka pe lângă satul Famlje
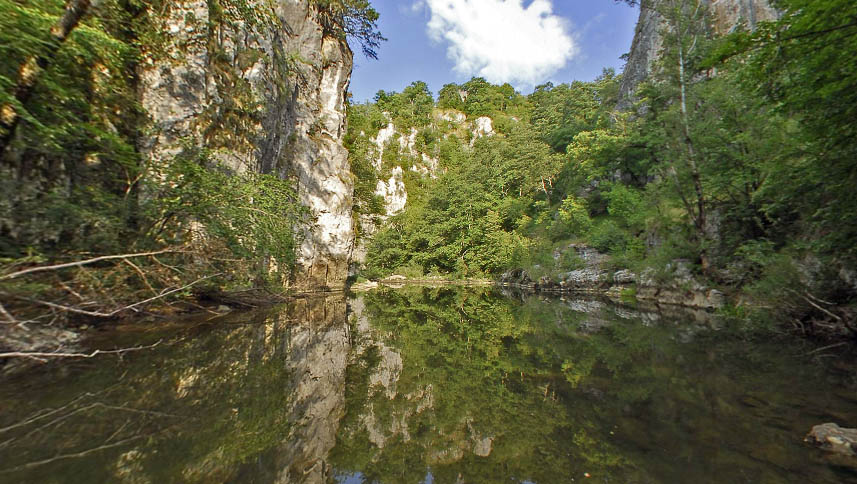
Defileul râului Reka în zona castelului Školj⁠(d)
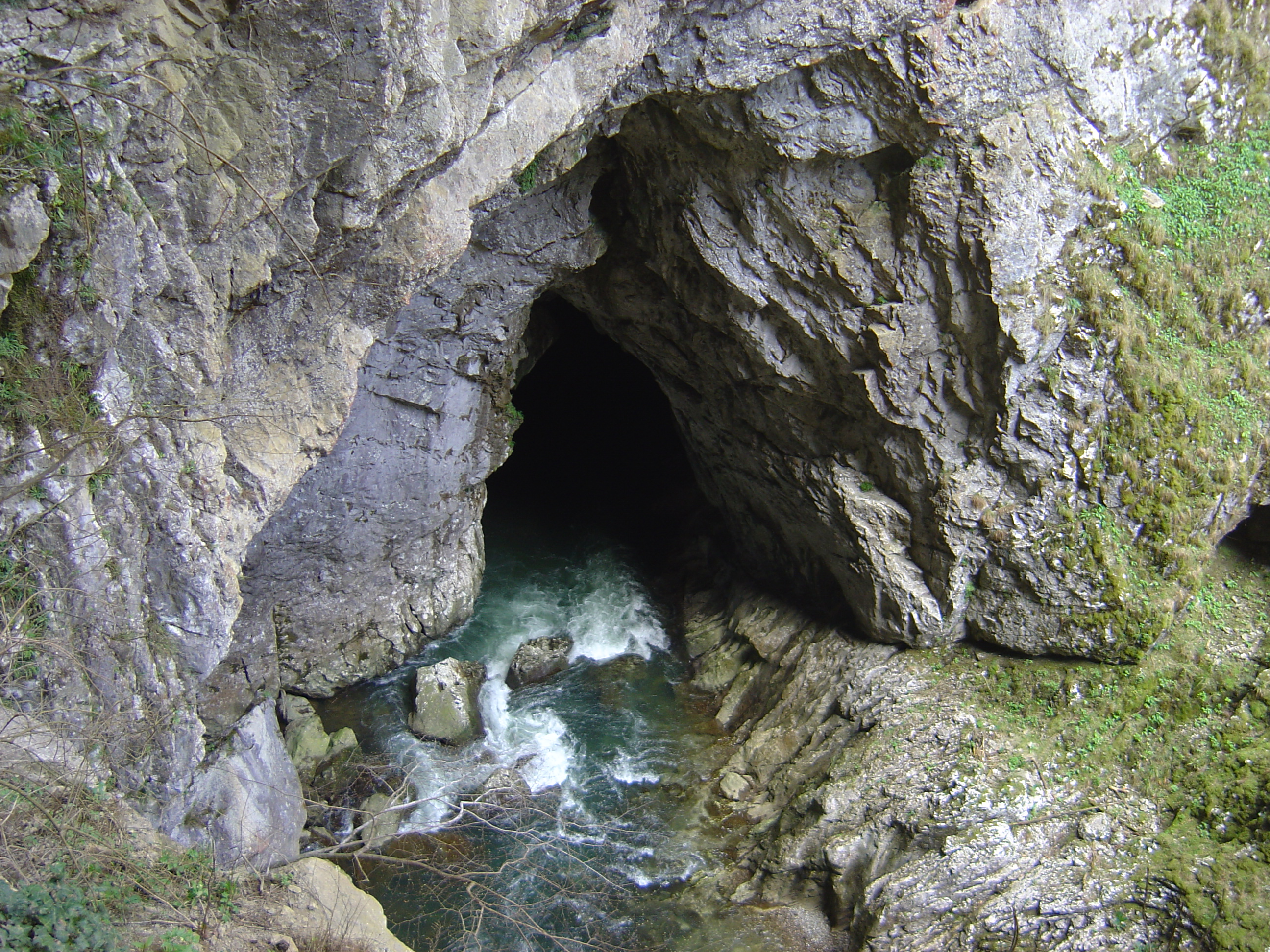
Ponorul din Peșterile Škocjan⁠(d)
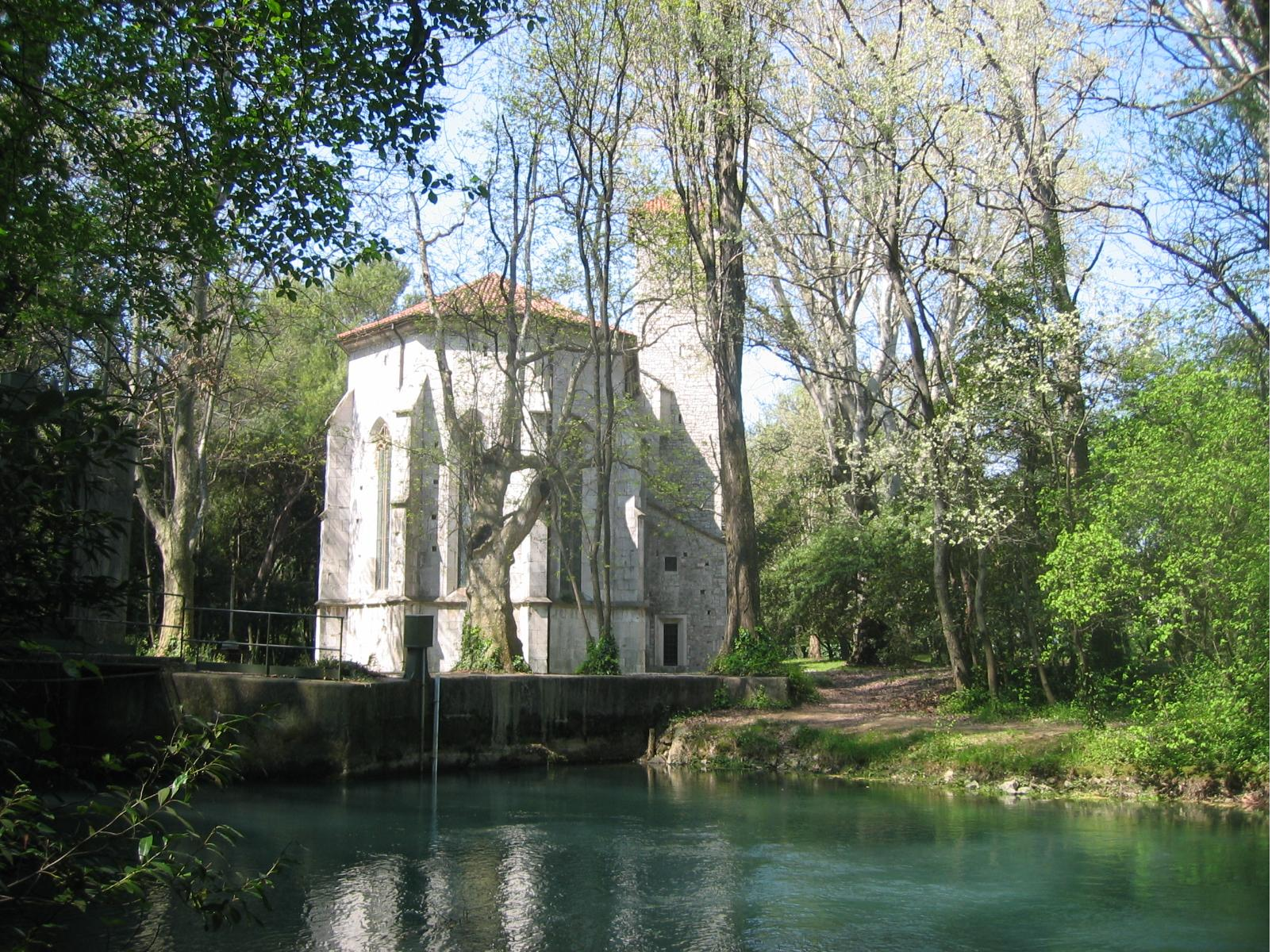
Râul Timavo⁠(d) lângă orașul Monfalcone